# Дедиловский район
Дедиловский район — административно-территориальная единица в составе Тульской губернии, Московской области и Тульской области РСФСР, существовавшая в 1924—1927 и 1932—1963 годах. Административным центром — до 1953 было Дедилово, а потом — Киреевск.
Дедиловский район был образован 13 мая 1924 года в составе Богородицкого уезда Тульской губернии. 20 июня 1924 года район был передан в Тульский уезд.
В 1926 году все уезды Тульской губернии были упразднены и Дедиловский район перешёл в прямое подчинение Тульской губернии. В это время уезд включал 19 сельсоветов, 59 селений, 5064 двора и 27923 жителей.
11 июля 1927 года Дедиловский район был упразднён.
20 октября 1932 года Дедиловский район был восстановлен в составе Московской области. В его состав вошли следующие сельсоветы:
- из Богородицкого района: Богучаровский, Ивакинский, Кобелевский, Кузнецовский, Миленинский, Мостовский, Новоспасский, Оленский
- из Оболенского района: Медвенский, Морковщинский
- из Тульского района: Дедиловский, Должанский, Киреевский, Панинский, Плехановский, Подосиновский, Смирновский
- из Щёкинского района: Коюковский, Ломинцевский, Мясоедовский.

27 апреля 1934 года в Дедиловском районе был образован рабочий посёлок Киреевка. Киреевский с/с был переименован в Брусяновский. 21 июня Мясоедовский с/с был передан в Щёкинский район.
20 августа 1935 года село Дедилово получило статус рабочего посёлка.
21 апреля 1936 года Ломинцевский с/с был передан в Щёкинский район.
26 сентября 1937 года Дедиловский район был включён в состав Тульской области.
29 мая 1941 года пгт Дедилово был переведён в разряд сельских населённых пунктов.
15 января 1953 года центр Дедиловского района был перенесён в пгт Киреевка (с 1956 года — город Киреевск).
28 сентября 1956 года р.п. Киреевка был преобразован в город районного подчинения Киреевск.
1 февраля 1963 года Дедиловский район был упразднён.